# Phasia rohdendorfi
Phasia rohdendorfi là một loài ruồi trong họ Tachinidae.